# Björn Þór Ólafsson
Björn Þór Ólafsson (* 16. Juni 1941 in Ólafsfjörður) ist ein  ehemaliger isländischer Skispringer und Nordischer Kombinierer. Er gehört zu den erfolgreichsten isländischen Sportlern in diesen Disziplinen. Zwischen 1965 und 1981 gewann er zehn isländische Meisterschaften im Skispringen und elf in der Kombination. Ólafsson hat auch im Skilanglauf an Wettbewerben teilgenommen.

## Werdegang
Björn  debütierte 1957 bei der isländischen Meisterschaft und gewann den Wettbewerb der 15- bis 16-Jährigen im Skispringen. 1965 gewann er seine erste Meisterschaft im Seniorenskispringen, wodurch er die Beliebtheit des Skispringens in Ólafsfjörður förderte, was unter anderem zum Bau des Gullatún, einer Skisprungschanze für Kinder, führte, die als einzige Schanze Islands immer noch (Stand 2024) in Betrieb ist.
In den Jahren 1970–1981 gewann er alle Meisterschaften in der Kombination mit Ausnahme von 1973. Die meisten dieser Jahre gewann er auch im Spezialspringen. Seinen einzigen Seniorentitel im Skilanglauf gewann er 1976, als er im Team von Ólafsfjörður die 3 × 10 Kilometer-Staffel gewann. Seine letzte Seniorenmeisterschaft gewann er 1981, war aber weiterhin aktiv. Nach dieser erfolgreichen Phase in den 1970er-Jahren war er immer noch ein erfolgreicher Skisportler und konnte auch mit über 50 noch bei den isländischen Meisterschaften Medaillen holen, wobei er häufig hinter seinem Sohn den zweiten Platz belegte. Insgesamt gewann er mindestens (einige Ergebnisse sind nicht bekannt) 22 Gold-, 11 Silber- und 6 Bronzemedaillen. Björn Þór Ólafsson nahm 1995 an den letzten isländischen Meisterschaften im Springen und in der Kombination teil. Im Jahr 2003, als bei den nordischen Disziplinen ausschließlich Langlauf auf dem Programm stand, nahm er an seiner 40. isländischen Meisterschaft teil.
Beim Skisprung der isländischen Meisterschaften in Siglufjörður 1973 wurde er von einer Windböe erfasst und stürzte, wobei er sich am Hals verletzte. Er erholte sich von der Verletzung und erlitt keine größeren bleibenden Schäden, doch viele Jahre später erfuhr er, dass er sich bei dem Sturz drei Halswirbel gebrochen hatte.
Björn schaffte 1971 in Hlíðarfjalli bei Akureyri mit 59,5 Metern den weitesten Sprung, der jemals in einem Wettkampf bei einer isländischen Meisterschaft gemacht wurde.
Björn wurde 2001 mit dem Heiðurskrossinn, der höchsten Auszeichnung des isländischen Skiverbandes, ausgezeichnet.

## Sonstiges
Björn, der auch Lehrer an der Schule in Ólafsfjörður war, setzt sich auch außerhalb seiner sportlichen Karriere für den Sport in Ólafsfjörður ein und sammelte unter anderem als Mitglied des Skiclubs Spenden und veröffentlichte einen Wanderführer für die Umgebung.

## Persönliches
Er ist der Vater des alpinen Skifahrers Kristinn Björnsson, der unter anderem an Olympischen Spielen teilgenommen hat, und von Ólafur Björnsson, der je siebenmal isländischer Meister im Skispringen und in der Nordischen Kombination wurde.